# Сусід-терорист
Сусід-терорист (англ. The Terrorist Next Door) — канадський фільм заснований на реальних подіях, що передують теракту 11 вересня 2001 року.

## Сюжет
Франція. При спробі викрадення літака був убитий глава ісламських фундаменталістів. При ньому знаходилися списки людей, пов'язаних з Аль-Каїдою. Серед інших в списках зазначений засновник канадського благодійного фонду для мусульманських сиріт. Світові лідери серйозно стурбовані можливістю проведення екстремістами нових терактів.

## У ролях
- Кетлін Робертсон — Ніколь
- Кріс Мартін — Пеллетьє
- Шеньер Хундал — Рессам
- Реда Джуерінік — Маджид
- Пол Дусе — Берджесс
- Джозеф Антакі — Мохамед
- Жан-Франсуа Бланчард — Елліс
- Майкл Айронсайд — Вейд
- П'єр Чавес — Карім
- Адам Іманпур — Аділь
- П'єр Ленуар — адвокат Маджида
- Паула Рівера — імміграційний агент
- Джеймс Берліньері — італійський спеціальний агент
- Карло Местроні — італійський спеціальний агент
- Каньєхтіо Хорн — Кейлі
- Дженніфер Морхауз — прокурор